# تاکویا کوکگوچی
تاکویا کوکگوچی (انگلیسی: Takuya Kokeguchi؛ زادهٔ ۱۳ ژوئیهٔ ۱۹۸۵) بازیکن فوتبال اهل ژاپن است.
از باشگاه‌هایی که در آن بازی کرده‌است می‌توان به باشگاه فوتبال سرزو اوساکا و باشگاه فوتبال جف یونایتد ایچیهارا چیبا اشاره کرد.
وی همچنین در تیم ملی فوتبال ژاپن بازی کرده‌است.